# Ursula Kemp
Ursula Kemp, död 1582, var en engelsk barnmorska som avrättades för häxeri.  Hennes fall tillhör de mer kända av engelska häxmål. 
Hon var verksam som jordemoder och klok gumma i Chelmsford i Essex. Hon ställdes inför rätta anklagad för att ha förorsakat sjukdom och död bland sina grannar med hjälp av häxdjur. Hon avrättades genom hängning i Chelmsford. 